# Moonrise (serie animata)
Moonrise (ムーンライズ?, Mūnraizu) è una serie originale giapponese di animazione per il web (ONA), diretta da Masashi Koizuka e prodotta da Wit Studio, basata su un romanzo scritto da Tow Ubukata. Ha debuttato su Netflix il 10 aprile 2025.

## Trama
Intrappolato al culmine di un conflitto cosmico tra la Terra e la Luna, Jack si arruola come esploratore nell'esercito terrestre in cerca di vendetta contro le forze ribelli della Luna, ma finisce per scoprire un leader inaspettato.

## Personaggi
Jacob "Jack" Shadow (ジェイコブ・シャドウ?, Jeikobu Shadō)
Doppiato da: Chiaki Kobayashi (ed. giapponese); Daniel Spizzichino (ed. italiana)
Phil Ash (フィル・アーシュ?, Firu Āshu)
Doppiato da: Yūto Uemura (ed. giapponese); Luca Mannocci (ed. italiana)
Osma (オスマ?, Osuma)
Doppiato da: Kōsuke Takaguchi (ed. giapponese); Alessandro Capra (ed. italiana)
Duan (ドゥアン?)
Doppiato da: Satoshi Yamaguchi (ed. giapponese);
Inanna Zinger (イナンナ・ジンガー?, Inana Jingā)
Doppiata da: Arisa Kori (ed. giapponese); Sara Vitagliano (ed. italiana)
Zowan (ゾワン?)
Doppiata da: Yuka Terasaki (ed. giapponese); Luisa D’aprile (ed. italiana)
Eric Baker (エリック・ベーカー?, Erikku Bēkā)
Doppiato da: Yū Kobayashi (ed. giapponese); Niccolò Guidi (ed. italiana)
Georg Landry (ゲオルグ・ランドリー?, Georugu Randorī)
Doppiato da: Katsunori Okai (ed. giapponese); Alessandro Vanni (ed. italiana)
Rhys Rochelle (リース・ロシェル?, Rīsu Rosheru)
Doppiato da: Misaki Yamada (ed. giapponese); Elena Perino (ed. italiana)
Mary (マリー?, Marī)
Doppiato da: Aina The End (ed. giapponese); Sara Labidi (ed. italiana)
Bob Skylum (ボブ・スカイラム?, Bobu Sukairamu)
Doppiato da: Masaki Aizawa (ed. giapponese); Carlo Scipioni (ed. italiana)
Wyse Crown (ワイズ・クラウン?, Waizu Kuraun)
Doppiato da: Takehito Koyasu (ed. giapponese); Massimo Aresu (ed. italiana)
Dr. Salamandra (ドクター・サラマンドラ?, Dokutā Saramandora)
Doppiata da: Mie Sonozaki (ed. giapponese); Eva Padoan (ed. italiana)
Windy Sylph (ウィンディ・シルフ?, Windi Shirufu)
Doppiata da: Arisa Sekine (ed. giapponese); Giulia Tarquini (ed. italiana)
Novice Harbinger (ノービス・ハービンジャ?, Nōbisu Hābinja)
Doppiato da: Shin Aomori

## Episodi
| Nº | Titolo italiano                   | In onda        | In onda        |
| Nº | Titolo italiano                   | Giapponese     | Italiano       |
| 1  | La notte in cui tutto ebbe inizio | 10 aprile 2025 | 10 aprile 2025 |
| 2  | Un fatidico giorno                | 10 aprile 2025 | 10 aprile 2025 |
| 3  | Un volto inaspettato              | 10 aprile 2025 | 10 aprile 2025 |
| 4  | La cosa che conta di più          | 10 aprile 2025 | 10 aprile 2025 |
| 5  | Rivelazione                       | 10 aprile 2025 | 10 aprile 2025 |
| 6  | Reunion                           | 10 aprile 2025 | 10 aprile 2025 |
| 7  | Abitanti della Luna               | 10 aprile 2025 | 10 aprile 2025 |
| 8  | Mary                              | 10 aprile 2025 | 10 aprile 2025 |
| 9  | Sentimenti immutabili             | 10 aprile 2025 | 10 aprile 2025 |
| 10 | La caccia                         | 10 aprile 2025 | 10 aprile 2025 |
| 11 | Entità sconosciuta                | 10 aprile 2025 | 10 aprile 2025 |
| 12 | Ombre incombenti                  | 10 aprile 2025 | 10 aprile 2025 |
| 13 | Separazione                       | 10 aprile 2025 | 10 aprile 2025 |
| 14 | Il passato e la realtà            | 10 aprile 2025 | 10 aprile 2025 |
| 15 | Aspettative                       | 10 aprile 2025 | 10 aprile 2025 |
| 16 | Ricordi                           | 10 aprile 2025 | 10 aprile 2025 |
| 17 | Dominazione                       | 10 aprile 2025 | 10 aprile 2025 |
| 18 | Portare avanti la tua idea        | 10 aprile 2025 | 10 aprile 2025 |

## Produzione e distribuzione
La serie è stata annunciata per la prima volta l'8 giugno 2022, con la regia di Masashi Koizuka e la produzione affidata a Wit Studio, mentre Tow Ubukata si è occupato della sceneggiatura. Il 25 settembre 2022 è stato reso noto che Hiromu Arakawa avrebbe curato il design dei personaggi e Ryou Kawasaki la colonna sonora. Inizialmente prevista per il 2024, la serie ha debuttato su Netflix il 10 aprile 2025. La sigla di chiusura, "Daijōbu" (It's All Right), è interpretata da Aina the End.